# Mayerling (film 1968)
Mayerling – brytyjsko-francuski melodramat z 1968 roku w reżyserii Terence’a Younga. Zrealizowana w oparciu o historyczne dokumenty adaptacja powieści „Mayerling” Claude'a Aneta i „Arcyksiążę” Michela Arnolda. Zdjęcia kręcono w Wiedniu i w Wenecji.

## Główne role
- Omar Sharif - Arcyksiążę Rudolf
- Catherine Deneuve - Maria Vetsera
- James Mason - Cesarz Franciszek Józef
- Ava Gardner - Cesarzowa Elżbieta
- James Robertson Justice - Książę Walii
- Geneviève Page - Hrabina Larish
- Andréa Parisy - Księżniczka Stefania
- Ivan Desny - Hrabia Hoyos
- Maurice Teynac - Moritz Szeps
- Mony Dalmès - Baronowa Vetsera
- Moustache - Bratfisch
- Fabienne Dali - Mizzi Kaspar
- Roger Pigaut - Hrabia Karolyi
- Bernard La Jarrige - Loschek
- Véronique Vendell - Lisl Stockau

## Fabuła
Rok 1881. Następca tronu austro-węgierskiego, arcyksiążę Rudolf zostaje zmuszony do ślubu z księżniczką Stefanią. Siedem lat później spotyka młodą arystokratkę Marię Vetserę. Próbuje unieważnić małżeństwo, ale cesarz bojąc się skandalu, nie zgadza się na to. Doprowadza to do tragedii.

## Nagrody i nominacje
Złote Globy 1969
- Najlepszy film zagraniczny (nominacja)